# Zultenberg
Zultenberg ist ein Gemeindeteil des Marktes Kasendorf im Landkreis Kulmbach (Oberfranken, Bayern). Zultenberg liegt in der Gemarkung Kasendorf.

## Geografie
Das Dorf Zultenberg liegt im Nordosten von Oberfranken am Rand einer Hochebene, die unmittelbar nordöstlich des Dorfes mit einer 200 Höhenmeter tiefen Abbruchkante in das Talbett des Mains hinabfällt. Die Nachbarorte von Zultenberg sind Wüstendorf im Norden, Lopp im Nordosten, Lindenberg im Osten, Reuth im Osten, Seubersdorf im Südwesten, Wunkendorf im Westen sowie Neudorf und Görau im Nordwesten. Das Dorf ist von dem drei Kilometer entfernten Kasendorf aus über die Kreisstraße KU 31 erreichbar.

## Geschichte
Bis zur Gebietsreform in Bayern war Zultenberg ein Gemeindeteil der Gemeinde Neudorf im Altlandkreis Lichtenfels. Die Gemeinde Neudorf hatte 1961 insgesamt 613 Einwohner, davon 107 in Zultenberg. Als die Gemeinde Neudorf zum Ende der Gebietsreform am 1. Mai 1978 aufgelöst wurde, wurde Zultenberg in den Markt Kasendorf umgegliedert, während der Rest der Gemeinde in die Stadt Weismain eingemeindet wurde.